# リンゴ酸デヒドロゲナーゼ (オキサロ酢酸脱炭酸) (NADP+)
リンゴ酸デヒドロゲナーゼ (オキサロ酢酸脱炭酸) (NADP+)（malate dehydrogenase (oxaloacetate-decarboxylating) (NADP+)）はリンゴ酸酵素の1つで、NADP-リンゴ酸酵素(NADP-malic enzyme, NADP-ME)とも言う。次の2つの化学反応を触媒する酸化的脱炭酸酵素である。
- (S)-リンゴ酸 + NADP+ {\displaystyle \rightleftharpoons } ピルビン酸 + CO2 + NADPH
- オキサロ酢酸 {\displaystyle \rightleftharpoons } ピルビン酸 + CO2

組織名は(S)-malate:NADP+ oxidoreductase (oxaloacetate-decarboxylating)である。

## 反応
まずリンゴ酸を酸化してオキサロ酢酸を生じ、続いて脱炭酸反応によりピルビン酸が生成すると考えられている。補因子として2価陽イオンを要求する。

## 分布
生物界に広く存在している。細胞質のほか、後生動物ではミトコンドリア、緑色植物では色素体にも存在している。

## 機能
植物ではC4型光合成やCAM型光合成などに関与している。